# Сив франколин
Сив франколин (Francolinus pondicerianus) е вид птица от семейство Phasianidae. Видът е незастрашен от изчезване.

## Разпространение
Разпространен е в Индия, Иран, Непал, Пакистан и Шри Ланка.